# Лук длиннолучевой
Лук длиннолучевой (лат. Allium longiradiatum) — многолетнее травянистое растение, вид рода Лук (Allium) семейства Луковые (Alliaceae).

## Распространение и экология
В природе ареал вида охватывает Тянь-Шань (Ташкентский Алатау). Эндемик.
Произрастает в предгорьях, преимущественно на выходах пестроцветных пород.

## Ботаническое описание
Луковицы яйцевидно-конические или удлинённо-конические, толщиной 0,7—1,5 см, длиной 2—7 см, по 1—4 прикреплены к косому корневищу, с бурыми сетчатыми оболочками. Стебель высотой 25—50 см, на треть одетый гладкими или шероховатыми влагалищами листьев.
Листья в числе 4—5, линейные, шириной 1—3 мм, желобчатые, дудчатые, гладкие или шероховатые, обычно короче стебля.
Зонтик шаровидный, реже полушаровидный, многоцветковый, рыхлый. Листочки узкоколокольчатого околоцветника пурпурно-фиолетовые, длиной 7—9 мм, почти равные, линейно-ланцетные, оттянутые, острые. Нити тычинок в 2 раза короче листочков околоцветника, до половины между собой и с околоцветником сросшиеся, цельные, наружные треугольно-шиловидные, внутренние в 3 раза шире, треугольные. Столбик не выдается из околоцветника.
Коробочка в 2 раза короче околоцветника.

## Таксономия
Вид Лук длиннолучевой входит в род Лук (Allium) семейства Луковые (Alliaceae) порядка Спаржецветные (Asparagales).
|  |                                      |  |                                                             |                                                             |                   |  | ещё 24 семейства (согласно Системе APG II) | ещё 24 семейства (согласно Системе APG II) |                       |  |  |  | ещё более 870 видов |
|  |                                      |  |                                                             |                                                             |                   |  | ещё 24 семейства (согласно Системе APG II) | ещё 24 семейства (согласно Системе APG II) |                       |  |  |  | ещё более 870 видов |
|  |                                      |  |                                                             | порядок Спаржецветные                                       |                   |  |                                            |                                            | род Лук               |  |  |  |                     |
|  |                                      |  |                                                             | порядок Спаржецветные                                       |                   |  |                                            |                                            | род Лук               |  |  |  |                     |
|  | отдел Цветковые, или Покрытосеменные |  |                                                             |                                                             | семейство Луковые |  |                                            |                                            | вид Лук длиннолучевой |  |  |  |                     |
|  | отдел Цветковые, или Покрытосеменные |  |                                                             |                                                             | семейство Луковые |  |                                            |                                            |                       |  |  |  |                     |
|  |                                      |  | ещё 44 порядка цветковых растений (согласно Системе APG II) | ещё 44 порядка цветковых растений (согласно Системе APG II) |                   |  |                                            | ещё около 300 родов                        | ещё около 300 родов   |  |  |  |                     |
|  |                                      |  |                                                             | ещё 44 порядка цветковых растений (согласно Системе APG II) |                   |  |                                            |                                            | ещё около 300 родов   |  |  |  |                     |